# East Molesey
East Molesey är en ort i unparished area Esher, i distriktet Elmbridge, Storbritannien. Den ligger i grevskapet Surrey och riksdelen England, i den södra delen av landet, 20 km sydväst om huvudstaden London, och bredvid grensen med Storlondon. East Molesey ligger 11 meter över havet och antalet invånare är 18 565. East Molesey var en civil parish fram till 1974. Civil parish hade 6 815 invånare år 1951. Byn nämndes i Domedagsboken (Domesday Book) år 1086, och kallades då Molesham.
Terrängen runt East Molesey är platt.Runt East Molesey är det mycket tätbefolkat, med 3 022 invånare per kvadratkilometer. Närmaste större samhälle är London, 19,7 km nordost om East Molesey. Runt East Molesey är det i huvudsak tätbebyggt.